# Kym Ragusa
Kym L. Ragusa (New York, 25 febbraio 1966) è una scrittrice e documentarista statunitense.

## Biografia

### Infanzia e istruzione
Ragusa è nata a Manhattan, da padre italo-americano e madre afro-americana. I suoi nonni paterni emigrarono negli Stati Uniti da Messina; i suoi antenati materni arrivarono negli Stati Uniti come schiavi. Ha trascorso gran parte della sua infanzia tra i nonni materni a Maplewood.
Dopo aver frequentato le scuole superiori, Ragusa ha conseguito un Master dedicato alle scienze della comunicazione dalla New School for Social Research. Ha anche studiato scrittura creative a Hunter College, dove è studentessa di Louise DeSalvo.

### Carriera
Ragusa ha diretto due brevi documentari, Passing (1995) e Fuori/Outside (1997). Altri suoi film includono Demarcations, Threads of Memory e Remembering the Triangle Fire.
Il suo romanzo autobiografico The Skin Between Us: A Memoir of Race, Beauty, and Belonging (W. W. Norton &Co., 2006) è arrivato fra i finalisti del Hurston-Wright Legacy Award per la categoria nonfiction nel 2007, ed è stato ben accolto dai critici. Un'edizione italiana è stata pubblicata nel 2008 con il titolo La pelle che ci separa. La sua scrittura è apparsa anche in antologie come The Milk of Almonds: Italian American Women Writers on Food and Culture (2003), Personal Effects: Essays on Memoir, Teaching, and Culture in the Work of Louise DeSalvo (2014), e Are Italians White? How Race is Made in America (2012).
Gran parte del suo lavoro artistico esplora temi di identità razziale e senso di appartenenza. Nella prefazione a Olive Grrrls: Italian North America WOmen & The Search for Identity Ragusa descrive il suo disagio nel trovare una risposta semplice alla domanda 'Cosa sei?' e risponde che 'nessuna identità è singola, ben definita, fissa; ogni identità ha radici nelle storie e nelle vite quotidiane che sono infinitamente complesse'.
Ragusa ha insegnato scrittura e cinema (Writing and Film Studies) all'Eugene Lang College e alla City University of New York.

## Premi e riconoscimenti
- 1995: Juror's Prize, Women in the Director's Chair, per Passing[13]
- 1997: Best Video, South Bronx Film and Video Festival, per Fuori/Outside[13]
- 1999: New York Foundation for the Arts film fellowship[14]
- 2007: Finalista al New York Foundation for the Arts Hurston-Wright Legacy Award per The Skin Between Us